# 7063 Johnmichell
7063 Johnmichell eller 1991 UK är en asteroid i huvudbältet som upptäcktes den 18 oktober 1991 av de båda japanska astronomerna Seiji Ueda och Hiroshi Kaneda i Kushiro. Den är uppkallad efter britten John Michell.